# Agronômica
Agronômica é um município brasileiro do estado de Santa Catarina. Localiza-se a uma latitude 27º15'54" sul e a uma longitude 49º42'40" oeste, estando a uma altitude de 347 metros. Sua população em 2022 era de 6.055 habitantes.
Possui uma área de 129,774 km².

## História

### Origens e povoamento
O excesso de população de Rio dos Cedros e Rodeio, buscando a melhoria de condições de vida, foi o fator iniciante que ajudou a povoar o território municipal de Agronômica nos últimos anos do século XIX. As famílias de Júlio Ventúri, Máximo Piseta, Francisco Reuter, Ângelo Finardi e Inácio Fronza foram os primeiros contingentes populacionais cuja chegada ocorreu na região. Posteriormente, a colonização foi intensificada, sendo representativa das terras férteis de excelência, acima de tudo, para plantar arroz, o que atrai muito os agricultores para o sustento de suas famílias.
Os pioneiros, que tinham devoção por Nossa Senhora de Caravaggio, padroeira do imigrante italiano, foram os construtores de uma capela que homenageou a santa e o orago feminino foi convertido na padroeira católica da comunidade.
"Pastagem" foi o primeiro nome que o município recebeu, porque suas gramíneas eram de boa qualidade. Ali foi o local onde os tropeiros "pousavam" ou "sesteavam". A descida dos tropeiros teve como ponto de partida a região dos Campos de Lages e o litoral de Santa Catarina como ponto de destino.

### Formação administrativa e história recente
Foi elevado à categoria de distrito em 1961. O distrito elevou-se à categoria de município por força da Lei Estadual nº 959, de 8 de abril de 1964. O município foi instalado em 6 de junho do mesmo ano.
O governo estadual nomeou como primeiro prefeito o senhor Lauro Pamplona. Depois, a população agronomense elegeu como primeiro prefeito Ambrózio Bortuluzzi.
É um município pertencente à Mesorregião do Vale do Itajaí e sua superfície territorial é de 129,774 km². Lavoura e pastoreio, com certas fábricas transformadoras, predominam na economia do município.